# العلاقات السورية الفانواتية
العلاقات السورية الفانواتية هي العلاقات الثنائية التي تجمع بين سوريا وفانواتو.

## مقارنة بين البلدين
هذه مقارنة عامة ومرجعية للدولتين:
| وجه المقارنة                                              | سوريا                    | فانواتو                                          |
| --------------------------------------------------------- | ------------------------ | ------------------------------------------------ |
| المساحة (كم2)                                             | 185.18 ألف               | 12.19 ألف                                        |
| عدد السكان (نسمة)                                         | 18.27 مليون              | 276.24 ألف                                       |
| الكثافة السكانية (ن./كم²)                                 | 98.66                    | 22.66                                            |
| العاصمة                                                   | دمشق                     | بورت فيلا                                        |
| اللغة الرسمية                                             | اللغة العربية            | اللغة البسلاما، اللغة الفرنسية، اللغة الإنجليزية |
| العملة                                                    | ليرة سورية               | فاتو فانواتي                                     |
| الناتج المحلي الإجمالي (بليون دولار)                      | 60.20 مليار              | 862.88 مليون                                     |
| الناتج المحلي الإجمالي (تعادل القوة الشرائية) بليون دولار |                          | 790.76 مليون                                     |
| الناتج المحلي الإجمالي الاسمي للفرد دولار أمريكي          |                          | 2.81 ألف                                         |
| الناتج المحلي الإجمالي للفرد دولار أمريكي                 |                          | 3.03 ألف                                         |
| مؤشر التنمية البشرية                                      | 0.594                    | 0.594                                            |
| رمز المكالمات الدولي                                      | +963                     | +678                                             |
| رمز الإنترنت                                              | .sy                      | .vu                                              |
| المنطقة الزمنية                                           | ت ع م+02:00، ت ع م+03:00 | ت ع م+11:00                                      |

## منظمات دولية مشتركة
يشترك البلدان في عضوية مجموعة من المنظمات الدولية، منها:
| علم المنظمة | اسم المنظمة                        | تاريخ انضمام سوريا | تاريخ انضمام فانواتو |
| ----------- | ---------------------------------- | ------------------ | -------------------- |
|             | مؤسسة التنمية الدولية              | 28 يونيو 1962      | 28 سبتمبر 1981       |
|             | يونسكو                             | 16 نوفمبر 1946     | 10 فبراير 1994       |
|             | وكالة ضمان الاستثمار متعدد الأطراف | 14 مايو 2002       | 27 يوليو 1988        |
|             | الأمم المتحدة                      | 24 أكتوبر 1945     | 15 سبتمبر 1981       |
|             | الاتحاد البريدي العالمي            | ?                  | ?                    |
|             | البنك الدولي للإنشاء والتعمير      | 10 أبريل 1947      | 28 سبتمبر 1981       |
|             | المنظمة الهيدروغرافية الدولية      | ?                  | ?                    |
|             | الاتحاد الدولي للاتصالات           | 12 يناير 1924      | 30 مارس 1988         |
|             | منظمة حظر الأسلحة الكيميائية       | ?                  | ?                    |
|             | مؤسسة التمويل الدولية              | 28 يونيو 1962      | 28 سبتمبر 1981       |